# Toxoproctis innotata
Toxoproctis innotata är en fjärilsart som beskrevs av Walker 1865. Toxoproctis innotata ingår i släktet Toxoproctis och familjen tofsspinnare. Inga underarter finns listade i Catalogue of Life.